# Уинклер, Ирвин
И́рвин Уи́нклер (англ. Irwin Winkler; род. 25 мая 1931, Нью-Йорк, Нью-Йорк) — американский кинорежиссёр, кинопродюсер и сценарист. С 1967 года, он работал над более чем 50 фильмами.
Он получил известность за работу над фильмами «Двойные неприятности» (1967), «Загнанных лошадей пристреливают, не правда ли?» (1969), киносерией «Рокки» (с 1976), «Бешеный бык» (1980), «Парни что надо» (1983), «Славные парни» (1990).

## Ранняя жизнь
Ирвин Уинклер родился в еврейской семье в Нью-Йорке. Вырос на Кони-Айленде. Он рано окончил среднюю школу и поступил в Нью-Йоркский университет. В начале корейской войны он добровольно пошёл в армию и два года прослужил в Луизиане. После окончания службы Уинклер вернулся в Нью-Йоркский университет и в 1955 году получил степень по американской литературе.

## Личная жизнь
Ирвин Уинклер женился на своей любимой женщине Марго в 1959 году, всё ещё работая в WMA. Они переехали в Лос-Анджелес в 1966 году. У пары есть три сына: Чарльз, Давид и Адам. Чарльз и Дэвид — оба кинорежиссёры и кинопродюсеры. Вместе с отцом они руководят производственной компанией «Winkler Films». Чарльз женат на актрисе Сандре Нельсон. Младший сын Уинклера, Адам, является профессором конституционного права.

## Фильмография

### Режиссёр
- 1991 — «Виновен по подозрению»
- 1992 — «Ночь в большом городе»
- 1995 — «Сеть»
- 1999 — «С первого взгляда»
- 2001 — «Жизнь как дом»
- 2004 — «Любимчик»
- 2006 — «Дом храбрых»

### Сценарист
- 1991 — «Виновен по подозрению».
- 1998—1999 — «Сеть»

### Продюсер
- 1967 — «Двойные неприятности»
- 1967 — «В упор» (в титрах не указан)
- 1968 — «Блю»
- 1968 — «Делёж»
- 1969 — «Загнанных лошадей пристреливают, не правда ли?»
- 1970 — «Лео последний»
- 1970 — «Земляничное заявление»
- 1971 — «Поверь в меня»
- 1971 — «Банда, не умевшая стрелять»
- 1972 — «Новые центурионы»
- 1972 — «Механик»
- 1972 — «Песочница»
- 1972 — «Странная поездка»
- 1974 — «Ещё один арест»
- 1974 — «Ш.П.И.О.Н.Ы.»
- 1974 — «Игрок»
- 1975 — «Побег»
- 1975 — «Соглядатай»
- 1976 — «Рокки»
- 1976 — «Торговцы грёзами»
- 1977 — «Нью-Йорк, Нью-Йорк»
- 1977 — «Валентино»
- 1978 — «Дядя Джо Шэннон»
- 1979 — «Рокки 2»
- 1980 — «Бешеный бык»
- 1981 — «Тайны исповеди»
- 1982 — «Рокки 3»
- 1982 — «Автора! Автора!»
- 1983 — «Парни что надо»
- 1985 — «Скандальный листок»
- 1985 — «Рокки 4»
- 1985 — «Революция»
- 1986 — «Полночный джаз»
- 1988 — «Преданный»
- 1989 — «Музыкальная шкатулка»
- 1990 — «Славные парни»
- 1990 — «Рокки 5»
- 1992 — «Ночь в большом городе»
- 1995 — «Сеть»
- 1996 — «Присяжная»
- 1999 — «С первого взгляда»
- 2001 — «Жизнь как дом»
- 2001 — «Корабельные новости»
- 2002 — «С меня хватит»
- 2004 — «Любимчик»
- 2006 — «Сеть 2.0»
- 2006 — «Рокки Бальбоа»
- 2006 — «Дом храбрых»
- 2011 — «Что скрывает ложь»
- 2014 — «Игрок»
- 2015 — «Уцелевшая»
- 2015 — «Крид: Наследие Рокки»
- 2016 — «Молчание»
- 2018 — «Крид 2»
- 2019 — «Ирландец»
- 2023 — «Крид 3»

Исполнительный продюсер
- 1978 — «Приближается всадник»
- 1998—1999 — «Сеть»
- 2009 — «Улицы крови»
- 2011 — «Механик»
- 2013 — «Волк с Уолл-стрит»

## Награды
- 2017 — номинирован на Gold Derby Awards («Молчание»).
- 2017 — Премия Гильдии продюсеров США.
- 2016 — номинирован на Awards Circuit Community Awards («Молчание»).
- 2016 — премия Black Reel Awards («Крид»).
- 2006 — премия Career Achievement Award.
- 2004 — премия Board of the Governors Award.
- 2002 — премия Lifetime Achievement Award.
- 2001 — премия Audience Award («Жизнь как дом»).
- 2000 — премия Star on the Walk of Fame.
- 1999 — премия Hollywood Film Award.
- 1999 — премия Joseph Plateau Life Achievement Award.
- 1991 — номинирован на премию Оскар («Славные парни»).
- 1991 — премия BAFTA Film Award («Славные парни)».
- 1991 — номинирован на премию Золотая пальмовая ветвь («Виновен по подозрению»).
- 1991 — номинирован на премию Золотая малина («Рокки 5»).
- 1986 — номинирован на премию Золотая малина («Рокки 4»).
- 1985 — премия Stinker Award («Революция»).
- 1984 — номинирован на премию Оскар («Парни что надо»).
- 1981 — номинирован на премию Оскар («Бешеный бык»).
- 1977 — премия Оскар («Рокки»).